# Fazal Qureshi
Fazal Qureshi (* 13. Februar 1961 in Bombay) ist ein indischer klassischer Musiker (Perkussion, Stimme, Komposition), der auch im Bereich der Fusionmusik tätig ist.

## Leben und Wirken
Qureshi stammt aus einer Musikerfamilie: Sein Vater war der Tabla-Virtuose Alla Rakha; die Tablaspieler Zakir Hussain (1951–2024) und Taufiq Qureshi (* 1962) sind seine Brüder. Wie diese wurde er früh vom Vater auf den Handtrommeln unterrichtet. Wie seine Brüder orientierte er sich nicht nur auf die klassische nordindische Musik, sondern interessierte sich auch für Fusionexperimente in Bands wie Shakti oder Rhythm Experience. 
Qureshi begann seine Karriere früh als Interpret nordindischer klassischer Musik und begleitete Musiker wie Hariprasad Chaurasia, Nandkishor Muley,  oder Kamalesh Maitra. 1982 nahm er am Festival Jazz Yatra teil. Weiterhin tourte er mit seinem Vater und ältesten Bruder, mit denen die Alben Triveni und The Family Tree entstanden. Seit 1987 gehört er zu der schwedischen Fusionband Mynta, mit der er sechs Alben vorgelegt hat und weltweit tourte. Weiterhin kam es zur Zusammenarbeit mit Sultan Khan und Jonas Hellborg und mit Kudsi Ergüner. Mit dem Londoner Perkussionisten Pete Lockett veröffentlichte er 2016 das Album Melody of Rhythm. Seit 2012 lehrt er am Ustad Alla Rakha Institute of Music in Shivaji Park, Dadar; er komponierte auch für den Film.

## Diskographische Hinweise
- Alla Rakha, Zakir Hussain, Fazal Qureshi The Family Three (1995)
- Alla Rakha & Fazal Qureshi Taaleem: From Father to Son – Tabla of Panjab Gharana (1997)
- Sultan Khan, Jonas Hellborg, Fazal Qureshi World Music Friends Across Boundaries (2005)
- Louis Banks / Pt. Ronu Majumdar / Sivamani / Karl Peters / Fazal Qureshi / Rajesh Rajbhatt Ekatman (2009)
- Serenity: In Fusion with Friends (2015)